# Vladimir Jurjevič Anťufejev
Vladimir Jurjevič Anťufejev (rusky Владимир Юрьевич Антюфеев; * 19. února 1951, Novosibirsk, RSFSR, SSSR, v minulosti vystupoval pod falešnými jmény Vladimir Ševcov a Vladimir Alexandrov) byl v letech 1992 až 2011 ministrem státní bezpečnosti mezinárodně neuznané Podněsterské moldavské republiky. V roce 2014 byl jedním z představitelů neuznané samozvané Doněcké lidové republiky. V Lotyšsku a Moldavsku je trestně stíhán. Byl stejně jako ostatní státní činitelé Podněstří nežádoucí osobou na území EU, rozhodnutí však bylo zrušeno. Od roku 2014 je opět nežádoucí osobou z důvodu jeho role ve válce na východní Ukrajině.

## Životopis
Po dokončení Vysoké školy Ministerstva vnitra SSSR v Minsku působil v bezpečnostních složkách. Na konci 80. let zastával funkci zástupce velitele milice v hlavním městě Lotyšské SSR Rize. Po vyhlášení nezávislosti Lotyšska v květnu 1990 byl jedním z organizátorů schůzky představitelů lotyšského ministerstva vnitra, na které se účastníci shodli nezávislost nepodpořit a zachovat věrnost sovětskému vedení. Anťufejev nese odpovědnost za brutální zásah sovětských sil včetně speciálních jednotek OMON proti demonstrantům u budovy ministerstva vnitra v Rize dne 20. ledna 1991, při kterém zemřelo pět osob. Po definitivním vzniku nezávislého Lotyšska v srpnu 1991 na něj byl okamžitě vydán zatykač pro zločiny proti státu. Podařilo se mu utéct do Ruska a odtud následně díky kontaktům ruského politika Viktora Alksnise do Podněstří, kde se pod falešným jménem Ševcov účastnil organizování bezpečnostních složek neuznané republiky.
V letech 1992 až 2011 zastával funkci ministra státní bezpečnosti Podněsterské moldavské republiky. Jeho pravou identitu odhalil v roce 1997 generál Lebeď, který velel během ozbrojeného konfliktu v Podněstří roku 1992 tam umístěné 14. ruské armádě. Od roku 2004 je trestně stíhán (jako ostatní podněsterští činitelé) v Moldavsku za zločiny proti státu, ve stejném roce byl označen jako nežádoucí osoba na území EU.
V podněsterských prezidentských volbách v prosinci 2011 aktivně podporoval Igora Smirnova, který však ve volbách skončil až třetí. Ještě v prosinci byl Anťufejev z funkce ministra odvolán, v lednu 2012 byl propuštěn z armády a následně uprchl do Moskvy. V Podněstří byl následně obviněn ze zneužití pravomoci veřejného činitele, zpronevěry a záměrného ničení důkazů.
V březnu 2014 se podle svých slov "se svou skupinou účastnil Krymské krize". Od července 2014 do září 2014 vystupoval jako zastupující premiér a ministr pro bezpečnost státu Doněcké lidové republiky, za což byl opět zařazen na seznam nežádoucích osob na území EU.